# Melina Mores
Pour les articles homonymes, voir Mores.
Melina Mores est une actrice de cinéma française née le 14 décembre 1982 à Téhéran d'une mère Iranienne et d'un père arménien.

## Biographie
Melina Mores découvre le cinéma avec les superproductions hollywoodiennes. Très tôt, elle partage son temps entre l'Arménie, l'Iran et la France, où après des études de cinéma, elle suit l'enseignement de Jack Waltzer de l'Actors Studio, avant d'intégrer le cours Florent de Paris.
Aussi à l'aise avec le français qu'avec l'anglais, elle travaille avec des réalisateurs internationaux tels que Kimai, ou Katalin Lescu. En France, elle partage l'écran avec Tom Novembre et Isabelle Pasco notamment.

## Filmographie

### Courts métrages
- 2006 : 17/20
- 2006 : La leçon d'orthographe (Gobadi)
- 2008 : Mariam de Katalin Lescu

### Longs métrages
- 2008 : 19h05 de Mohammad Mehdi Asgarpour
- 2009 : The Party de Katalin Lescu